# Моран, Сандра
Сандра Моран Рейес (исп. Sandra Morán Reyes, род. 29 апреля 1960, Гватемала) — гватемальский политик, избранная в Конгресс Гватемалы на выборах 2015 года. Открытая лесбиянка, она отмечена как первый открытый представитель ЛГБТ-сообщества, когда-либо избранный в национальный законодательный орган Гватемалы. Она является членом «Конвергенции» — новой прогрессивной партии, двое других членов которой также были избраны в ассамблею.
21 мая 2019 года она подтвердила, что не будет баллотироваться на переизбрание.

## Биография
Сандра родилась в 1961 году в католической семье в Зоне 7 города Гватемала.
Моран присоединилась к движению за права человека в Гватемале в средней школе, когда ей было четырнадцать лет. Она активно занималась музыкой, играла в группе Kin Lalat в 1980-х годах.
С 1981 по 1994 год она жила в изгнании в Мексике, Никарагуа и Канаде.
Будучи ЛГБТ-активисткой и феминисткой с многолетним стажем, она была организатором первой в Гватемале лесбийской группы в 1995 году и первого мероприятия в формате ЛГБТ-прайд в 1998 году.